# Sorry for Your Loss
Sorry for Your Loss è una serie televisiva statunitense ideata da Kit Steinkellner e pubblicata dal 18 settembre 2018 su Facebook Watch.

## Trama
La serie si concentra su Leigh Shaw, una giovane vedova che è costretta a rivalutare la sua vita e le relazioni dopo la morte di suo marito.

## Personaggi e interpreti

### Principali
- Leigh Shaw, interpretata da Elizabeth Olsen
- Jules Shaw, interpretata da Kelly Marie Tran
- Danny Greer, interpretato da Jovan Adepo
- Matt Greer, interpretato da Mamoudou Athie
- Amy Shaw, interpretata da Janet McTeer

### Ricorrenti
- Drew Burmester, interpretato da Zack Robidas
- Claire, interpretata da Aisha Alfa

### Guest
- Becca Urwin, interpretata da Lauren Robertson ("Jackie O. and Courtney Love")
- Richard, interpretato da Don McManus ("Jackie O. and Courtney Love")
- Ryan, interpretato da Ryan Reilly ("Jackie O. and Courtney Love")

## Episodi
| Stagione         | Episodi | Pubblicazione USA | Prima TV Italia |
| ---------------- | ------- | ----------------- | --------------- |
| Prima stagione   | 10      | 2018              | 2018            |
| Seconda stagione | 10      | 2019              | 2019            |

## Produzione

### Sviluppo
Il 9 febbraio 2018, venne annunciato che Facebook aveva ordinato la serie, che aveva il titolo di Widow.
Il 1º marzo 2018, venne annunciato che la serie si sarebbe intitolata Sorry for Your Loss, mentre il 3 agosto 2018 è stato annunciato che la serie sarebbe stata pubblicata dal 18 settembre 2018.
Il 13 dicembre 2018, la serie viene rinnovata per una seconda stagione. Nel gennaio 2020 la serie è stata cancellata.

### Casting
Sempre il 9 febbraio del 2018, venne confermato che Elizabeth Olsen era stata scelta come protagonista. Il 1º marzo, entrò nel cast anche Kelly Marie Tran, seguita, il giorno seguente da Jovan Adepo, Janet McTeer e Mamoudou Athie.

### Riprese
Le riprese della serie sono cominciate il 18 aprile 2018 a Los Angeles nei CBS Studio Center. Il 1º giugno si sono spostate ad Altadena, in California, mentre dal 5 all'8 giugno si è girato al Parker Palm Springs Hotel a Palm Springs.

## Promozione
Il 13 agosto 2018, venne pubblicato un teaser della serie, seguito, il 28 agosto dal trailer ufficiale.

## Distribuzione

### Premiere
La serie è stata presentata al Toronto International Film Festival 2018, con la presentazione dei primi 4 episodi.

## Accoglienza
La serie è stata accolta molto positivamente dalla critica. Sull'aggregatore di recensioni Rotten Tomatoes ha un indice di gradimento del 94% con un voto medio di 7,58 su 10, basato su 31 recensioni. Il commento consensuale del sito recita: «Completamente onesto e perspicace, Sorry For Your Loss affronta un tema delicato, ma con un tocco arguto». Sul sito Metacritic ha un punteggio di 83 su 100, basato su 14 recensioni.
In una recensione positiva, Sophie Gilbert della rivista The Atlantic ha elogiato lo show descrivendolo come «il tipo di serie che è istantaneamente così completa, divertente, schietta e straziante fin dall'inizio». Kevin Fallon del sito web The Daily Beast l'ha definita come «un gioiello, con un cast impressionante». Melanie McFarland della rivista online Salon ha elogiato le prestazioni del cast.

## Riconoscimenti
- 2019 - Critics' Choice Television Awards[29]
  - Candidatura per la miglior attrice in una serie drammatica a Elizabeth Olsen